# 東宝千一夜
『東宝千一夜』（とうほうせんいちや）は、1947年（昭和22年）に新東宝映画製作所（のちの新東宝）製作、東宝配給、市川崑構成による日本の長篇劇映画である。「新東宝」結成第1作として知られる。

## 略歴・概要
第二次世界大戦終戦後、1年が経過した1946年（昭和21年）11月、東宝争議がこじれ、このままでは映画の製作ができないと、組合を脱退した俳優・大河内傳次郎、長谷川一夫、黒川弥太郎、入江たか子、藤田進、花井蘭子、山田五十鈴、原節子、山根寿子、高峰秀子が「十人の旗の会」を結成、同様に組合を脱退した監督らスタッフが、東宝撮影所近くの丘の上、現在の国際放映の場所にあった東宝第二撮影所に設立したのが、新東宝の前身、新東宝映画製作所である。本作は同製作所の第1回作品であり、東宝が本作を配給した。
「十人の旗の会」から本作に出演したのは、主演の山根寿子、藤田進のほか、大河内傳次郎、長谷川一夫、黒川弥太郎、花井蘭子、山田五十鈴、高峰秀子の8人であった。構成と演出をした「中村福」は市川崑の変名で、市川はすでに1945年（昭和20年）に東宝教育映画で短篇人形劇映画『娘道成寺』を監督していたが、GHQの検閲のため公開されず、本作の次に監督した長篇劇映画『花ひらく』（1948年）が監督デビュー作とされる。市川は本作を「これは監督したと言えるフィルムじゃありません。新東宝のデモンストレーションとして、歌手の歌を聞かせながら撮影所を紹介するといったシャシンですよ。クレジット・タイトルも”構成”にしたはずです。僕の第1作は『花ひらく』ですよ」と、後に証言している。
黒澤明の監督デビュー作『姿三四郎』（1943年）のスタッフから、撮影にはハリー三村こと三村明、音楽には鈴木静一が参加、マキノ正博監督の『昨日消えた男』（1941年）の照明技師藤林甲、山本嘉次郎監督の『ハワイ・マレー沖海戦』（1942年）に、三村や鈴木とともに参加した美術デザイナーの北猛夫、録音技師は、本作の前作ともいえる谷口千吉監督の『東宝ショウボート』（1946年）に三村、鈴木、北とともに参加した村山絢二であった。美術の北と特殊効果の圓谷英一が、新東宝作品に関わったのは、本作が最初で最後であった。ほかのスタッフは新東宝の初期作品を支えた。
本作公開後の同年3月25日、同製作所は、株式会社新東宝映画製作所として正式に設立された。同日、渡辺邦男の監督による同製作所の第2作、『さくら音頭 今日は踊って』が東宝配給によって公開された。

## スタッフ・作品データ
- 構成・脚本・演出 : 中村福 （市川崑）
- 原作 : 島耕二
- 撮影 : 三村明
- 音楽 : 鈴木静一
- 美術 : 北猛夫
- 録音 : 村山絢二
- 照明 : 藤林甲
- 特殊効果 : 円谷英一
- プロデューサー : 岩下宏一
- 製作 : 新東宝映画製作所
- 形式 : 白黒映画 - 35ミリフィルム（1.37:1） - モノラル録音
- ジャンル : 長篇劇映画

## 註
1. 1 2  『完本 市川崑の映画たち』、2015年11月発行、市川崑・森遊机、洋泉社、P34
2. ↑  北猛夫 / 円谷英一、日本映画データベース。